# هوارد سانت روس
هوارد سانت روس مواليد 13 فبراير 1991 في هافانا، هو لاعب كرة سلة كوبي. بدأ مسيرته الاحترافية في سنة 2012. يحمل الرقم 23. يبلغ طوله 6 قدم 6 بوصة (2.0 م). لعب مع نادي لوفين براونشفايغ لكرة السلة في الدوري الألماني لكرة السلة ونادي نيمبورك لكرة السلة في الدوري التشيكي الوطني لكرة السلة.

## روابط خارجية
- هوارد سانت روس على موقع الدوري الإسباني لكرة السلة (الإسبانية)
- هوارد سانت روس على موقع كرة السلة الأوروبية.كوم (الإنجليزية)
- هوارد سانت روس على موقع ريلجم (الإنجليزية)
- هوارد سانت روس على موقع بروبوليرز (الإنجليزية)
- هوارد سانت روس على موقع سبورتس رفرنس (الإنجليزية)